# دوائر ولاية الشلف
تتألف ولاية الشلف من ثلاثة عشر دائرة (منطقة إدارية)، تضم كل منها العديد من البلديات، أي ما مجموعه ثمانية وعشرون بلدية.

## قائمة الدوائر

1. ابو الحسن • 2. عين مران • 3. بني حواء • 4. بوقادير • 5. الشلف • 6. الكريمية • 7. المرسى • 8. وادي الفضة • 9. أولاد بن عبد القادر • 10. أولاد فارس • 11. تاوقريت • 12. تنس • 13. الزبوجة

دوائر ولاية الشلف :
| الدائرة             | عدد البلديات | البلديات                            | مساحة (كم) | سكان (نسمة).2008 |
| ------------------- | ------------ | ----------------------------------- | ---------- | ---------------- |
| الشلف               | 3            | الشلف · سنجاس · أم الذروع           |            | 265418           |
| أبو الحسن           | 3            | ابو الحسن · تلعصة · تاجنة           |            | 67344            |
| الكريمية            | 3            | الكريمية · حرشون · بني بوطب         |            | 48763            |
| بني حواء            | 3            | بني حواء · بريرة · واد غوسين        |            | 40506            |
| أولاد فارس          | 3            | أولاد فارس · الشطية · الأبيض مجاجة  |            | 121032           |
| المرسى              | 2            | المرسى · مصدق                       |            | 17187            |
| تاوقريت             | 2            | تاوقريت · الظهرة                    |            | 51376            |
| وادي الفضة          | 3            | وادي الفضة · بني راشد · أولاد عباس  |            | 73737            |
| تنس                 | 3            | تنس · سيدي عكاشة · سيدي عبد الرحمان |            | 66403            |
| أولاد بن عبد القادر | 2            | أولاد بن عبد القادر · الحجاج        |            | 28430            |
| عين مران            | 2            | عين مران · الهرانفة                 |            | 69125            |
| بوقادير             | 3            | بوقادير · وادي سلي · سوبها          |            | 133043           |
| الزبوجة             | 3            | الزبوجة · بنايرية · بوزغاية         |            | 64826            |

### مقالات ذات صلة
- بلديات ولاية الشلف